# Psi1 Draconis
Psi¹ Draconis (Draconis, viết tắt Psi¹ Dra, ψ¹ Dra), cũng có định danh 31 Draconis, là một hệ thống ba sao trong chòm sao Thiên Long. Hệ thống này khá gần và nằm cách Mặt trời khoảng 75 năm ánh sáng (23 Parsec).
Cũng trong năm 2015, Psi¹ Draconis B được phát hiện là có một hành tinh với một quỹ đạo quay quanh nó, được chỉ định là Psi¹ Draconis Bb.

## Danh pháp
Draconis (được Latin hóa thành Psi¹ Draconis) là định danh Bayer của ngôi sao và định danh 31 Draconis là định danh Flamsteed.
Psi¹ Draconis mang tên truyền thống của Dziban hoặc Dsiban, bắt nguồn từ tiếng Ả Rập Adh-Dhi'ban, có nghĩa là "Hai con sói" hoặc "Hai con chó rừng". Vào năm 2016, IAU đã tổ chức một Nhóm làm việc về Tên sao (WGSN)  để lập danh mục và chuẩn hóa tên riêng cho các ngôi sao. WGSN quyết định gán tên thích hợp cho từng ngôi sao thay vì toàn bộ hệ sao. Nhóm đã phê duyệt tên Dziban cho hệ thống Psi¹ Draconis A vào ngày 5 tháng 9 năm 2017 và hiện tại nó đã được đưa vào Danh sách Tên Sao được IAU phê duyệt.iế

## Tính chất
Draconis AC và ψ¹ Draconis B cách nhau khoảng 31 giây arc. Chỉ một phần rất nhỏ của quỹ đạo đã được quan sát: một quỹ đạo có thời gian 10.000 năm đã được tính toán, nhưng nó cực kỳ sơ sài và có khả năng bị lỗi cao.
Draconis A và C có vận tốc xuyêm tâm khác nhau. Chu kỳ quỹ đạo được ước tính là khoảng 20 năm và độ lệch tâm phải khá cao, khoảng 0,679.

## Ngoại hành tinh
Psi¹ Draconis Bb là một ngoại hành tinh giống như sao Mộc quay quanh Psi¹ Draconis B. Hành tinh được phát hiện bởi hiệu ứng Doppler trong quang phổ của ngôi sao cho thấy sự hiện diện của một hành tinh. Khối lượng tối thiểu của nó là 1,53 khối lượng Sao Mộc và nó quay quanh ngôi sao chủ của nó cứ sau 8,5 năm.